# شاخص ای‌ام‌اکس
شاخص ای‌ام‌اکس (انگلیسی: AMX index) شاخص بازار بورس یورونکست آمستردام است، که در سال ۱۹۹۵ راه‌اندازی شد و هم‌اکنون از ۵۰ شرکت دارای بالاترین میزان ارزش بازار سرمایه، تشکیل می‌شود.